# アリ・アベイド
ヤクブ・アリ・アベイド（Yacoub Aly Abeid、1997年12月11日 - ）は、モーリタニア・ヌアクショット出身のサッカー選手。FC UTAアラド所属。ポジションはDF。

## クラブ経歴
2014年、モーリタニアのASACコンコルドからレバンテUDのカンテラに加入した。2016-17シーズンにBチームへと昇格すると、2018年4月15日、ラ・リーガのアトレティコ・マドリード戦でトップチームデビューを飾った。
2018年7月16日、セグンダ・ディビシオンのADアルコルコンにレンタルされた。
2020年1月23日、リーグ・ドゥのヴァランシエンヌFCに完全移籍した。
2022年6月19日、FC UTAアラドに移籍した。

## 代表経歴
2019年、モーリタニア代表の一員としてアフリカネイションズカップ2019に参加した。